# Putranjivaceae

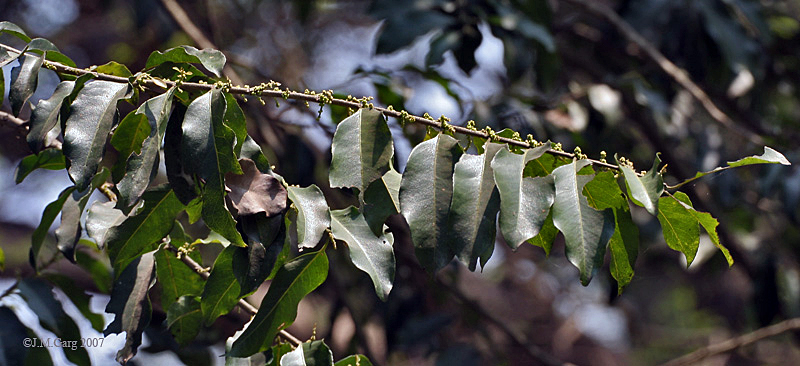
Gałąź Putranjiva roxburghii z kwiatami męskimi

Putranjivaceae – rodzina roślin okrytonasiennych z rzędu malpigiowców. Obejmuje w zależności od ujęcia dwa do czterech rodzajów liczących ok. 210 gatunków, z czego ok. 200 należy do rodzaju Drypetes. Zasięg tych roślin obejmuje strefę klimatu tropikalnego w tym Azję południowo-wschodnią i północną Australię (na tych obszarach jest największe zróżnicowanie wśród przedstawicieli rodziny), poza tym Afrykę, południową część Ameryki Północnej i południową Ameryki Południowej. Wiele gatunków dostarcza surowca drzewnego. Niektóre gatunki zawierają olej musztardowy i silnie pachną chrzanem. Owoce niektórych gatunków Drypetes są jadalne, ale mają znaczenie lokalne. Gatunek Putranjiva roxburghii jest uprawiany w tropikach jako ozdobny, jego kora wykorzystywana jest w lecznictwie, a z nasion pozyskuje się olej.

## Morfologia
Różnej wielkości drzewa i krzewy z liśćmi wyrastającymi w dwóch szeregach, rzadko naprzeciwległymi. Blaszki liściowe mają zwykle asymetryczną nasadę blaszki liściowej, a jej brzeg ząbkowany lub cały. U kilku gatunków liście są twarde, skórzaste a ich brzeg jest kolczasty. Przylistki są drobne. Kwiaty są jednopłciowe, a całe rośliny zwykle dwupienne, rzadziej jednopienne. Drobne kwiaty wyrastają w wiązkach w kątach liści, czasem wprost z pnia (kaulifloria) i wsparte są niepozornymi przysadkami. Działki są w liczbie od 3 do 7, często o nierównej długości. Płatków korony brak. Pręciki obecne w kwiatach męskich występują w liczbie od 2 do 20, rzadziej są liczniejsze (do 50). Obecna w kwiatach żeńskich zalążnia jest górna i powstaje z 1 lub większej liczby (do 6) owocolistków, z adekwatną liczbą komór zawierających po 2 zalążki. Szyjka słupka jest zwykle krótka i zakończona spłaszczonym lub dwudzielnym znamieniem, zwykle zachowującym się na owocu. Owocem jest zielony lub brązowy jednonasienny pestkowiec.

## Systematyka
Rośliny tu zaliczane zwykle włączane były do końca XX wieku do szeroko ujmowanej rodziny wilczomleczowatych (Euphorbiaceae). Badania molekularne i odrębności morfologiczne (owocem jest tu zawsze pestkowiec) spowodowały wyodrębnienie tych roślin do osobnej rodziny o siostrzanej pozycji względem rodziny Lophopyxidaceae w obrębie malpigiowców (Malpighiales). Taką też pozycję rodzina ta zajmuje w systemie APG III z 2009, APG IV z 2016 i według APweb.
Pozycja systematyczna według APweb (aktualizowany system APG IV z 2016)
|  | Putranjivaceae  |
|  |                 |
|  | Lophopyxidaceae |
|  |                 |

|  | Centroplacaceae                                                                               |
|  |                                                                                               |
|  | \| \| Malpighiaceae – malpigiowate \| \| \| \| \| \| Elatinaceae – nadwodnikowate \| \| \| \| |
|  |                                                                                               |
|  | Malpighiaceae – malpigiowate                                                                  |
|  |                                                                                               |
|  | Elatinaceae – nadwodnikowate                                                                  |
|  |                                                                                               |

|  | Malpighiaceae – malpigiowate |
|  |                              |
|  | Elatinaceae – nadwodnikowate |
|  |                              |

|  | Trigoniaceae    |
|  |                 |
|  | Dichapetalaceae |
|  |                 |

|  | Chrysobalanaceae – złotośliwowate |
|  |                                   |
|  | Euphroniaceae                     |
|  |                                   |

|  | Trigoniaceae    |
|  |                 |
|  | Dichapetalaceae |
|  |                 |

|  | Chrysobalanaceae – złotośliwowate |
|  |                                   |
|  | Euphroniaceae                     |
|  |                                   |

|  | Trigoniaceae    |
|  |                 |
|  | Dichapetalaceae |
|  |                 |

|  | Chrysobalanaceae – złotośliwowate |
|  |                                   |
|  | Euphroniaceae                     |
|  |                                   |

|  | Trigoniaceae    |
|  |                 |
|  | Dichapetalaceae |
|  |                 |

|  | Chrysobalanaceae – złotośliwowate |
|  |                                   |
|  | Euphroniaceae                     |
|  |                                   |

|  | Putranjivaceae  |
|  |                 |
|  | Lophopyxidaceae |
|  |                 |

|  | Centroplacaceae                                                                               |
|  |                                                                                               |
|  | \| \| Malpighiaceae – malpigiowate \| \| \| \| \| \| Elatinaceae – nadwodnikowate \| \| \| \| |
|  |                                                                                               |
|  | Malpighiaceae – malpigiowate                                                                  |
|  |                                                                                               |
|  | Elatinaceae – nadwodnikowate                                                                  |
|  |                                                                                               |

|  | Malpighiaceae – malpigiowate |
|  |                              |
|  | Elatinaceae – nadwodnikowate |
|  |                              |

|  | Trigoniaceae    |
|  |                 |
|  | Dichapetalaceae |
|  |                 |

|  | Chrysobalanaceae – złotośliwowate |
|  |                                   |
|  | Euphroniaceae                     |
|  |                                   |

|  | Trigoniaceae    |
|  |                 |
|  | Dichapetalaceae |
|  |                 |

|  | Chrysobalanaceae – złotośliwowate |
|  |                                   |
|  | Euphroniaceae                     |
|  |                                   |

|  | Trigoniaceae    |
|  |                 |
|  | Dichapetalaceae |
|  |                 |

|  | Chrysobalanaceae – złotośliwowate |
|  |                                   |
|  | Euphroniaceae                     |
|  |                                   |

|  | Trigoniaceae    |
|  |                 |
|  | Dichapetalaceae |
|  |                 |

|  | Chrysobalanaceae – złotośliwowate |
|  |                                   |
|  | Euphroniaceae                     |
|  |                                   |

Podział na rodzaje
- Drypetes Vahl
- Lingelsheimia Pax
- Putranjiva Wall.
- Sibangea Oliv.